# Intertrigine

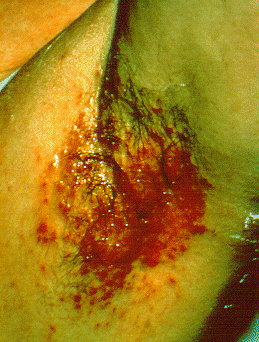
Intertrigine all'ascella da batterio.

L'intertrigine è una infezione che si localizza nelle pieghe cutanee (ascelle, inguine, spazi interdigitali, pieghe sottomammarie, ombelico) e spesso peggiora a causa della continua frizione di due parti del corpo; pertanto si evidenzia maggiormente nelle persone in sovrappeso.

## Manifestazioni
L'attrito e l'umidità locale nelle aree intertriginose causano infiammazione e macerazione cutanea con formazione di chiazze e placche secernenti, più o meno pruriginose e, se di origine fungina, circondate da un orletto biancastro. Manifestazioni simili, che possono indurre in errore, sono quelle della psoriasi, del pemfigo familiare o della dermatite atopica.

## Eziologia
Le manifestazioni cutanee non hanno sempre la stessa origine: alcune sono micosi, cioè infezioni provocate da funghi microscopici (dermatofiti, candida albicans) altre invece sono imputabili a batteri quali strepto- o stafilococchi, meno frequentemente colibacilli o corinebatteri. In quest'ultimo caso l'intertigine si manifesta con caratteristiche particolari e dà luogo all'eritrasma. Il sudore e l'umidità favoriscono il propagarsi dell'intertrigine.

## Terapia e prevenzione
Il trattamento consiste nell'applicazione locale di antifungini o, in caso di infezioni batteriche, di antibiotici. Recentemente è stata presentata sul mercato una medicazione avanzata costituita da un tessuto in poliestere rivestito, su entrambi i lati, da un sottile strato di poliuretano. Tale medicazione rilascia ioni argento, garantendo un'azione antibatterica e antifungina.